# Lega di Corinto

Mappa della Lega di Corinto alla morte di Filippo II di Macedonia

La Lega di Corinto o Lega corinzia è l'alleanza panellenica costituita dal re macedone Filippo II nel 337 a.C. a Corinto.

## Storia
L'adesione alla lega venne imposta coercitivamente alle poleis a seguito della loro sconfitta a Cheronea (338 a.C.). Il sovrano macedone Filippo II, infatti, stabilita la Pace onorevole con Atene, sciolse tutte le leghe esistenti tra le poleis e costituì questo nuovo patto secondo il quale tutti i partecipanti riconoscevano il primato della Macedonia e si impegnavano a non farsi reciproca guerra.
Sparta non fece parte di questa alleanza.
Ciò che contribuì fortemente alla nascita della lega fu la prospettiva di una vicina guerra con la potenza persiana.